# カリウム蒸気タービン
カリウム蒸気タービン（カリウムじょうきタービン、英語: potassium vapor turbine）は、熱サイクルの駆動を使用した熱機関の一方式である。カリウム蒸気タービンは蒸気タービンと組み合わせて使うことが出来る。一種のコンバインドサイクル発電であり、カリウムサイクルは高温で作動するランキンサイクルでもあるため、水蒸気のみのサイクルよりも高効率である。
かつて水銀蒸気タービンが実用化されたことが有るが、高コストと水銀が外部に漏れた場合の環境汚染の問題があるため、普及しなかった。これに代わる手段としてカリウムが注目されるが、カリウムは水に触れただけで爆発的に熱と水素を生じる高い可燃性に注意する必要が有る。
原子力発電の熱効率を飛躍的に高める方法として液体金属冷却炉と組み合わせる方法が考案されムーンライト計画で技術開発が行われた。計画では沸騰水型原子炉のように直接カリウムを原子炉に通すのではなく、加圧水型原子炉のように原子炉の冷却材としてはリチウムを用いて熱交換により温められたカリウムでタービンを回した。
宇宙用の小型高出力の原子力カリウムタービンの研究がNASAを中心に行われた。